# Гуру Нанак Стейдиъм
„Гуру Нанак Стейдиъм“ е футболен стадион в Лудхяна, Индия. Намира се на 108 км западно от Чандигарх, столицата на щата Пенджаб. Капацитетът на стадиона е 15 000 души.
„Гуру Нанак Стейдиъм“ приема националните игри на Индия през 2001 година. Това е регионален еквивалент на Олимпийските игри, с участието на индийските щати.